# Thomas G. Rosenmeyer
Thomas Gustav Rosenmeyer (* 3. April 1920 in Hamburg; † 6. Februar 2007 in Oakland, Kalifornien) war ein deutsch-amerikanischer Altphilologe. Bis zu seiner Emeritierung im Jahr 1990 war er Professor für Klassische Altertumswissenschaft und Komparatistik an der University of California, Berkeley. Rosenmeyers Forschungsinteresse galt der Literatur des klassischen Griechenland, insbesondere dem Philosophen Platon.

## Leben
Rosenmeyer wurde in Hamburg geboren und besuchte dort von 1930 bis 1938 die Gelehrtenschule des Johanneums. 1939 floh er vor den Nationalsozialisten nach London, wo er sich an der School of Oriental and African Studies einschrieb. In Erwartung einer baldigen Invasion deutscher Truppen wurden 1940 in England viele vermeintliche deutsche Spione verhaftet; Rosenmeyer wurde in ein Internierungslager in Kanada gebracht. Dort traf er den späteren Altphilologen Martin Ostwald und den Philosophen Emil Fackenheim. Nachdem Rosenmeyer 1942 aus der Internierung entlassen worden war, studierte er Klassische Altertumswissenschaft an der McMaster University in Hamilton, Ontario, und schloss 1944 als Bachelor ab. Anschließend erwarb er seinen Master an der University of Toronto und wechselte 1945 für sein Promotionsstudium an die Harvard University. Seinen ersten Lehrauftrag übernahm er 1947 an der University of Iowa; zwischenzeitlich übersetzte er Bruno Snells Die Entdeckung des Geistes und arbeitete an seiner Dissertation. Mit der Arbeit “The Isle of Critias” über Platons Atlantis erlangte Rosenmeyer 1949 seinen Doktortitel.
Nach einem kurzen Aufenthalt am Smith College (1952–55) folgte Rosenmeyer einem Ruf an die University of Washington, wo er zum Ordentlichen Professor ernannt wurde. Angeregt von seinen Kollegen Paul Friedländer (UCLA) and Hermann Fränkel (Stanford) wandte sich Rosenmeyer nun mehr der vergleichenden Literaturwissenschaft (Komparatistik) zu. 1966 erhielt er einen Ruf an die University of California in Berkeley. Dort fungierte er zeitweise als Dekan sowohl des Department of Classics (1973–75) als auch des Department of Comparative Literature (1979–81). Seine Emeritierung erfolgte 1990, anschließend erhielt Rosenmeyer eine “Berkeley Citation”, die höchste Auszeichnung für Dozenten der Universität.
Neben Gastprofessuren an verschiedenen Universität wie Princeton (1975) und Harvard (1984) wurde Rosenmeyer im Laufe seiner Karriere zahlreiche Auszeichnungen zu teil: zwei Guggenheim Fellowships, ein NEH Fellowship, sowie die Wahl in die American Academy of Arts and Sciences (1987) und in die American Philosophical Society (2000).
Rosenmeyer starb 86-jährig in seinem Haus in Oakland, Kalifornien.

## Werk (Auswahl)
Rosenmeyer befasste sich überwiegend mit der klassischen griechischen Literatur. Sein frühes Werk umfasst zahlreiche Aufsätze zu Platon. Später wandte sich Rosenmeyer auch der lateinischen Literatur zu.
- “Gorgias, Aeschylus and Apatê”, in: American Journal of Philology 76, 1955, S. 225–60.
- “Plato’s Atlantis Myth: Timaeus or Critias?”, in: Phoenix 10, 1956, S. 163–72.
- “Hesiod and Historiography (Erga 106-201)”, in: Hermes 85, 1957, S. 257–85.
- The Masks of Tragedy: Essays on Six Greek Dramas, Austin 1963.
- The Green Cabinet: Theocritus and the European Pastoral Lyric, Berkeley 1969.
- „Wahlakt und Entscheidungsprozess in der antiken Tragödie“, in: Poetica 10, 1978, S. 1–24.
- “Drama”, in: M. I. Finley (Hrsg.), The Legacy of Greece, Oxford 1981, S. 120–54.
- The Art of Aeschylus, Berkeley 1982.
- ΦANTAΣIA und Einbildungskraft : Zur Vorgeschichte eines Leitbegriffs der europäischen Ästhetik, in: Poetica 18, 1986, S. 197–248.
- Das Kuckuckskapitel, in: Deutsche Vierteljahrsschrift für Literaturwissenschaft und Geistesgeschichte 62, 1988, S. 540–548.
- Deina Ta Polla: A Classicists’ Checklist of Twenty Literary-Critical Positions (= Arethusa Monographs 12), Buffalo 1988.
- Senecan Drama and Stoic Cosmology, Berkeley 1989.
- “Name-setting and Name-using: Elements of Socratic Foundationalism in Plato’s Cratylus”, in: Ancient Philosophy 18, 1998, S. 41–60.